# エレクトリックレディ
合同会社エレクトリックレディ（英文社名:Electric Lady　LLC）は、神奈川県茅ヶ崎市を拠点とするweb開発やプロモーション、動画制作、イラスト、造形制作など幅広く制作を行う中城朋洋が代表を務めるデザイン開発会社。

## 主要サービス
Web制作/デザイン事業/アプリ開発/イラスト、キャラクター開発/グッズ開発 /海外事業展開/地方活性化事業/各種PR事業

## 主な参加活動[3]
- 「VOGUE JAPAN×ブシュロン×上戸彩」プロモーション動画　[4]
- チケットぴあ RE:MEMBER プロジェクト　[5]
- 文部科学省JAXA 未来の動画　告知PV [6]
- 作品展示実績グッドデザイン丸の内
- ＭＶ「夏祭り」 イラスト動画制作
- LINEスタンプ制作（ ご当地ゆるきゃら 神戸市猪名川町 いなぼう /ネイルサロン ネイルンルン / 台湾アイドル / 他 ）
- ElectricLady Fes〜Vol. 電氣少女と松本政明 映画ポスター原画展〜
- ELECTRIC LADY作品展「笑ったふりをして」（EIZOガレリア銀座 / 2020.07.29-2020.08.08）[7]
- ELECTRIC GIGS
- MV「友達でいようよ」（歌：あべみかこ）イラスト動画制作

## 出演

### ラジオ
- FMうらやす 「セクシー齋藤のトークファイター」コーナー内「ELECTRIC LADYの二つで十分です」（2017年1月 ‐ 2019年、エフエム浦安、隔週日曜12:30） ‐ MC
- FM市川うらら 「すずはらかのんのバズミッション」コーナー内「ELECTRIC Gタイム」（2020年11月 ‐ 2021年3月、エフエム浦安、毎週日曜24:30） ‐ MC
- FM埼玉レッズウェーブ 「すずはらかのんのバズリサイタマ」コーナー内「ELECTRIC Gタイム」（2021年4月 ‐ 、REDS WAVE87.3FM、毎週金曜21:00） ‐ MC

## オリジナルキャラクター
ダーシー
大量生産の産業廃棄物によって産み出された妖怪（モンスター）。ダーシーは棄てられて孤独なので、みんなに愛されようと愛されるウサギの衣装を身につけている。
スージー
恋は罪ですか？人間の少女に恋をした、排水のヘドロから産まれた悲しき妖怪(モンスター）。自分の顔が醜いと知り、恋をした少女がネズミが好きと聴いたので、近くにいたドブネズミの仮面を付けている。
エレクトリックレディウミウシ
国籍も性別も関係ない。本当はアメフラシ妖怪。人気のあるウミウシに憧れている。
ムカデベイべ
ただただ、みんなに喜んでもらおうと、お菓子を配る妖怪。性別問わず配るのだが、誰にも受け取ってもらえず、ただただお菓子を自分で孤独に食べつくしている。
エイミー
謎の病原菌から産まれた醜い化物。 [僕は世界から望まれていないって。 でも…一度でいいから。 生きているあいだで あなたの世界で愛されてみたい]